# جایزه ساترن برای بهترین بازیگر زن در تلویزیون

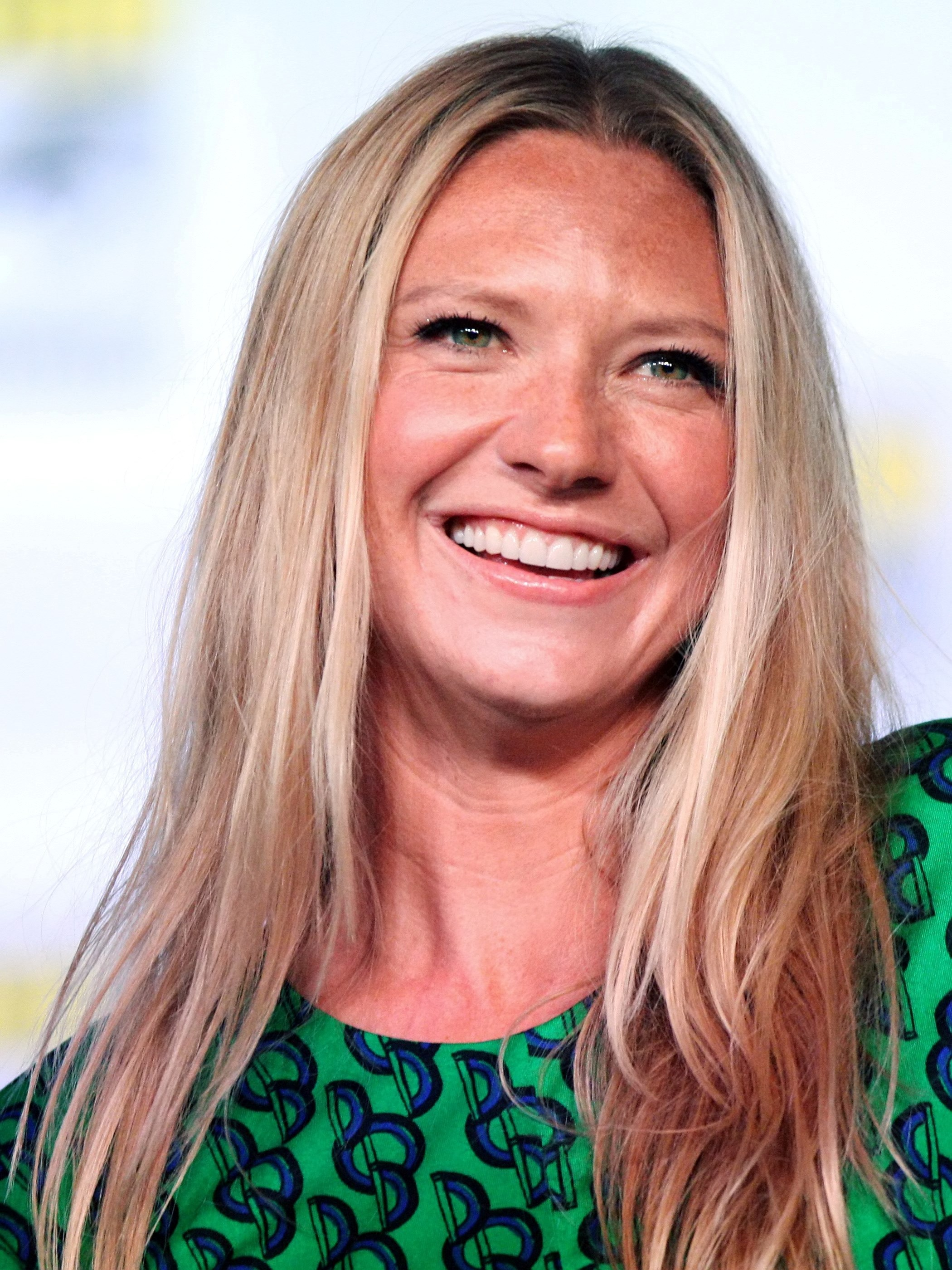
آنا تورو این جایزه را چهار بار، بیش از هر بازیگر زن دیگری برنده شده‌است.

جایزه ساترن برای بهترین بازیگر زن در تلویزیون (انگلیسی: Saturn Award for Best Actress on Television) جایزه‌ای است که آکادمی فیلم‌های علمی-تخیلی، فانتزی و ترسناک برای قدردانی از بازیگران زن در ژانرهای علمی-تخیلی، فانتزی و ترسناک در تلویزیون اعطا می‌کند.